# エフェソス強盗会議
エフェソス強盗会議（エフェソスごうとうかいぎ、ラテン語: Latrocinium Ephesinum、英語: Robber Council of Ephesus）は、449年に小アジアのエフェソスで行われたキリスト教の会議である。盗賊教会会議、エフェソ陰謀公会、第2エフェソス公会議とも呼ばれる。

## 概要
448年のコンスタンティノポリス地方公会で異端とされたエウテュケスは教義の撤回を拒み破門されたため、エウテュケスの後援者のアレクサンドリア総主教ディオスコロスは東ローマ皇帝テオドシウス2世の側近を動かし、エフェソスでの公会議を開く許可を得て、エウテュケスの教義を正当化し、コンスタンティノポリス大主教フラウィアノスをエフェソスに流刑に処した。
強盗会議の名は、当時のローマ教皇レオ1世が東ローマ皇帝テオドシウス2世の姉プルケリアに送った書簡に初出する。